# Diogenes-Syndrom
Als Diogenes- oder Vermüllungssyndrom, selten auch als Syllogomanie (von griechisch συλλογή „Sammlung“ und „-manie“) wird eine komplexe psychische Störung bezeichnet, die zunächst durch eine Vernachlässigung der eigenen Erscheinung (mangelnde Körperpflege), des Wohnbereichs (Wohnungsdesorganisation), sozialen Rückzug (Selbstisolation) und die Ablehnung von Hilfe durch andere gekennzeichnet ist. Nicht alle Betroffenen schämen sich dieses Zustands.

## Namensgebung

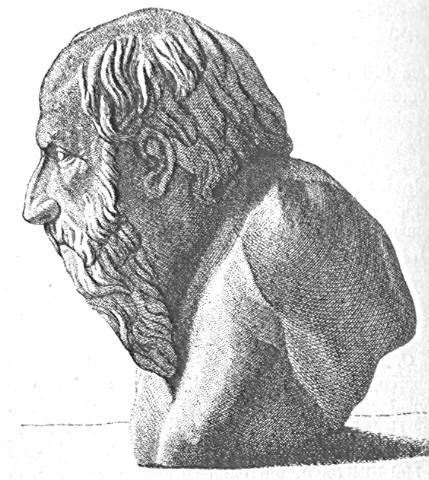
Diogenes von Sinope

Das in den USA schon seit den frühen 1970ern als Diogenes-Syndrom beschriebene Störungsbild wurde in Deutschland erstmals 1985 vom Hamburger Arzt und Psychoanalytiker Peter Dettmering als „Vermüllungssyndrom“ aufgegriffen und typologisch unterteilt.
Die Benennung des Vermüllungssyndroms nach Diogenes von Sinope (um 391/399–323 v. Chr.) seit den 1980ern als „Diogenes-Syndrom“ ist insofern problematisch, als dem kynischen Philosophen eine solche Symptomatik nicht nachgewiesen werden kann. Er ist lediglich bekannt für seine Bedürfnislosigkeit und seine skeptische Haltung gegenüber gesellschaftlichen Konventionen und den Errungenschaften der Zivilisation. Außerdem ist eine Bezeichnung, die eine kulturkritische alternative Lebensform anzudeuten scheint, inhaltlich nicht zutreffend.
Die Abgrenzung zum sogenannten Messie-Syndrom ist fachlich umstritten. Manche sehen die Unterschiede weniger in den Folgen und der Art der Auffälligkeiten Betroffener als darin, dass bei Betroffenen höheren Alters (und hier meist Frauen) häufiger vom Diogenes-Syndrom gesprochen wird. Andere nehmen stattdessen eine sehr scharfe Abgrenzung vor und definieren das Messie-Syndrom (englisch compulsive hoarding) über Symptome des Hortens und Aufschiebens, jedoch in aller Regel ohne „Vermüllungs“-Phänomene. Andere machen einen Unterschied daran fest, dass es sich beim Messie-Syndrom um Menschen handele, die oft „vielseitig interessiert, intelligent, lebensoffen und kontaktbereit“ seien, was auf Menschen mit Vermüllungssyndrom nicht zutreffe. Messies seien im Beruf oft erfolgreich und lediglich nicht fähig dazu, das eigene Leben und insbesondere ihren häuslichen Bereich zu organisieren, und sie scheiterten an ihrem  eigenen perfektionistischen Anspruch. Statt Beziehungen zu Menschen aufzubauen, klammerten sie sich an oft völlig nutzlose Gegenstände.

„Ob es sich bei dem ‚Messietum‘ und dem Vermüllungs-Syndrom um das Gleiche handelt oder lediglich um zwei Phänomene mit einigen Überschneidungen und Berührungspunkten, ist unter Experten strittig.“

## Symptomatik
Eine desorganisierte Wohnform bis hin zur massiven Überfrachtung oder gar zur Vermüllung der eigenen Wohnung erhöht bei Betroffenen ein oft schon vorhandenes Minderwertigkeitsgefühl. Mangelndes Verständnis und Fremdinterpretationen seitens der Umwelt lösen Ängste und Widerstand seitens der Betroffenen aus. Das Diogenes-Syndrom „bezieht sich meist auf extreme Vernachlässigung bei älteren, vormals aktiven, nun isolierten und mit Misstrauen und Aggression in extremer Verschmutzung und Vernachlässigung lebenden Menschen“.
Die Diagnose Vermüllungssyndrom beschränkt sich auf jene extremen Fälle, bei denen die Defizite in der Fähigkeit, die eigene Wohnung in Ordnung zu halten, ein Ausmaß annehmen, dass mehr oder weniger die gesamte Wohnung des Betroffenen mit Müll und wertlosen Gegenständen gefüllt ist bzw. „zuwächst“, da nichts mehr weggeworfen wird. Menschen, die an einem Vermüllungssyndrom leiden, haben die Fähigkeit verloren, wertlose Gegenstände auch emotional als solche zu erkennen und sich von ihnen zu trennen. Vielmehr horten sie unterschiedslos nahezu alles, was einmal in die Wohnung gelangt, meistens mit dem Vorsatz, irgendwann einmal aufzuräumen. Dies gelingt ihnen jedoch nicht.

### Körperliche Folgen oder Begleiterscheinungen
Da der angehäufte Müll Fliegen anlockt, ist in Kombination mit mangelhafter Körperhygiene das Risiko einer Myiasis erhöht.
Labormedizinisch können verschiedenste Mangelzustände nachzuweisen sein: Eisenmangel bis hin zur Eisenmangelanämie, Folsäure-, Vitamin-B12-, Vitamin-D-, Protein- und Albuminmangel, Hypokaliämie und Dehydratation.

## Ursachen
Die dem Diogenes-Syndrom potenziell zu Grunde liegenden psychischen Störungen sind mannigfaltig. Es kann sich um eine Störung der exekutiven Funktionen im Rahmen einer Suchterkrankung, Zwangskrankheit, Depression, Persönlichkeitsstörung oder anderer psychischer Erkrankungen handeln. Demenz, Schizophrenie und das Prader-Willi-Syndrom sind hier zu nennen.
Der Hilfsverein H-Team e. V. berichtet: „Häufig sei es ein ernsteres Schicksal, z. B. der Verlust des Lebenspartners oder die erzwungene Aufgabe des Berufs, die zur Dekompensation führe. Möglicherweise stehe hinter nicht wenigen Diogenes-Schicksalen eine abnorme Trauerreaktion, ja eine massive Erschütterung des Lebensstils, bei der nicht zuletzt die Primärpersönlichkeit getroffen worden war.“
In Abgrenzung zur Demenz vergessen Menschen mit Demenz Dinge, die ihnen entzogen werden, wohingegen Menschen mit Vermüllungssyndrom dies nicht tun.

## Therapie
Menschen mit Vermüllungssyndrom fehlen oft geeignete Anlaufstellen. Auch Angehörigen fehlen oft Unterstützungsangebote.
Grundsätzlich richtet sich die Therapie nach der zugrundeliegenden Erkrankung oder Störung. In Fällen von Zwangs- und Impulsstörungen bietet sich u. a. eine kognitive Verhaltenstherapie an. Jene Patienten, denen eine demenzbedingte Frontalhirnsymptomatik zugrunde liegt, dürften davon weniger profitieren.

## Sonstiges
Der Schriftsteller E. L. Doctorow (1931–2015) beschreibt in seinem Roman Homer & Langley die wahre Begebenheit von zwei Brüdern, die 1947 in einer zugemüllten New Yorker Villa umkamen.